# Пйотрувка (Підкарпатське воєводство)
Пйотрувка (пол. Piotrówka) — село в Польщі, у гміні Єдліче Кросненського повіту Підкарпатського воєводства.
Населення — 446 осіб (2011).
У 1975-1998 роках село належало до Кросненського воєводства.

## Демографія
Демографічна структура станом на 31 березня 2011 року:
|          | Загалом | Допрацездатний вік | Працездатний вік | Постпрацездатний вік |
| -------- | ------- | ------------------ | ---------------- | -------------------- |
| Чоловіки | 209     | 53                 | 141              | 15                   |
| Жінки    | 237     | 55                 | 129              | 53                   |
| Разом    | 446     | 108                | 270              | 68                   |